# Xamtay
Xamtay (còn viết là Samtay hoặc Xam Tai) là một huyện (muang, mường)  thuộc tỉnh Huaphanh ở đông bắc Lào.